# Інститут фізичної хімії імені Л. В. Писаржевського НАН України
Інститут фізичної хімії імені Л. В. Писаржевського НАН України — провідна науково-дослідна установа України, що проводить фундаментальні та прикладні дослідження в галузі фізичної хімії.
Розташований у Києві, за адресою: проспект Науки, 31. Директор — академік В'ячеслав Кошечко.

## Про інститут
Інститут засновано 6 листопада 1927 року на базі кафедри електронної хімії Дніпропетровського гірничого інституту. Засновником і першим директором став академік Лев Писаржевський.
В інституті є шість наукових відділів і дві лабораторії, а також виробничо-технологічний комплекс державних підприємств: «Радма», «Катек», «Колоран». У науковій бібліотеці Інституту є більш 135 тисяч примірників книг.
Науковці проводять дослідження за такими науковими напрямами:
- теорія хімічної будови, кінетика і реакційна здатність;
- каталіз;
- адсорбція і адсорбенти;
- хімія високих енергій;
- фізико-неорганічна хімія.

З 1965 року інститут видає журнал «Теоретична і експериментальна хімія», який виходить кожні два місяці.

## Науковці
- Березовська Фаїна Ізраїлівна — завідувачка відділу дослідження будови органічних сполук та кінетики реакцій, що відбуваються в розчинах (1930—1955).
- Григор'єва Ганна Савівна — наукова співробітниця (1971—1993).
- Качан Онисим Олександрович — науковий співробітник (1946—1952).
- Колотілов Сергій Володимирович — завідувач відділу пористих речовин і матеріалів (з 2016).
- Корнійчук Григорій Петрович — завідувач відділу гетерогенного каталізу (1973—1981).
- Кругляк Юрій Олексійович — завідувач лабораторії квантової хімії (1963—1971).
- Марценюк-Кухарук Марія Гаврилівна — наукова співробітниця (1959—1999).
- Неймарк Ізраїль Овсійович — завідувач відділу синтезу та дослідження сорбентів (1957—1975).
- Орлик Світлана Микитівна — завідувачка відділу каталітичних окисно-відновлювальних процесів (з 2000).
- Тьортих Валентин Анатолійович — заступник директора з наукової роботи (1978—1986), завідувач відділу (1983—1986).

### Директори
- 1927—1938 — академік Писаржевський Лев Володимирович
- 1938—1969 — академік Бродський Олександр Ілліч
- 1969—1982 — академік Яцимирський Костянтин Борисович
- 1982—2008 — академік Походенко Віталій Дмитрович
- з 2008 — академік Кошечко В'ячеслав Григорович